# Монссон, Арне
Арне Бертиль Монссон (швед. Arne Bertil Månsson; 11 ноября 1925, Приход Вестра Скревлинге, коммуна Мальмё — 11 января 2003) — шведский футболист, защитник.

## Карьера
Арне Монссон начал карьеру в молодёжном составе клуба «Мальмё». С 1944 года он стал выступать за основной состав команды. Монссон выиграл с «Мальмё» 4 титула чемпиона Швеции, три титула вице-чемпиона страны, пять Кубков Швеции, а также один раз титул финалиста национального Кубка. Затем Арне играл за «Треллеборг», где был играющим тренером, и завершил карьеру в клубе МБИ в 1959 году.
В сборной Швеции Монссон дебютировал в 1949 году в матче с Финляндией, а всего в составе национальной команды провёл 2 игры, а также 2 матча Арне сыграл за вторую сборную Швеции. В 1950 году он был включён в состав национальной команды, уезжающий на первый послевоенный чемпионат мира, но на самом турнире на поле не выходил.

## Международная статистика
| Матчи Арне Монссона за сборную Швеции | Матчи Арне Монссона за сборную Швеции | Матчи Арне Монссона за сборную Швеции | Матчи Арне Монссона за сборную Швеции | Матчи Арне Монссона за сборную Швеции | Матчи Арне Монссона за сборную Швеции | Матчи Арне Монссона за сборную Швеции |
| ------------------------------------- | ------------------------------------- | ------------------------------------- | ------------------------------------- | ------------------------------------- | ------------------------------------- | ------------------------------------- |
| №                                     | Дата                                  | Место проведения                      | Оппонент                              | Счёт                                  | Голы                                  | Турнир                                |
| 1                                     | 2 октября 1949                        | Мальмё                                | Финляндия                             | 8:1                                   | —                                     | Товарищеский матч                     |
| 2                                     | 24 сентября 1951                      | Хельсинки                             | Финляндия                             | 1:0                                   | —                                     | Товарищеский матч                     |

## Достижения
- Чемпион Швеции: 1948/1949, 1949/1950, 1950/1951, 1952/1953
- Обладатель Кубка Швеции: 1944, 1946, 1947, 1951, 1953